# Snöblindhet

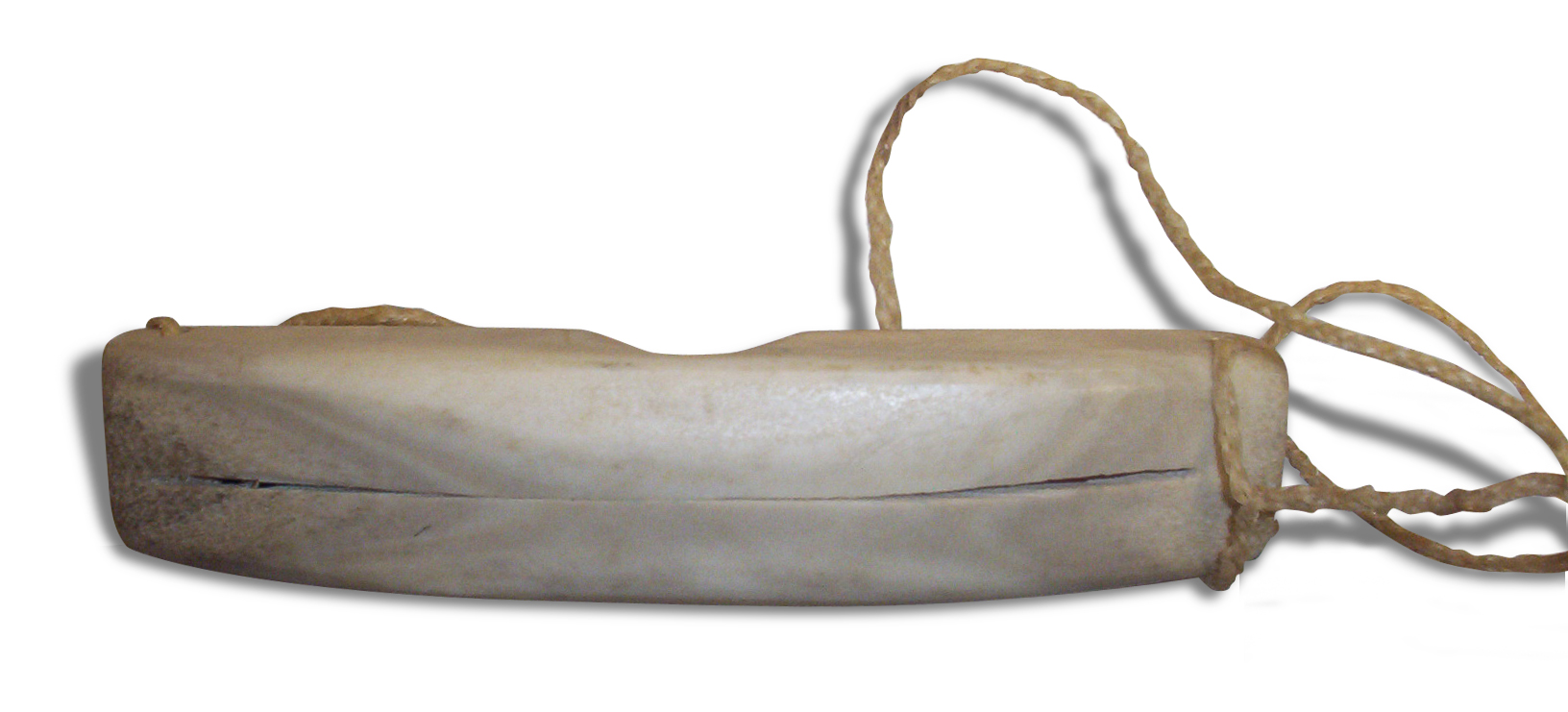
Traditionella inuitglasögon mot snöblindhet

Snöblindhet (även kallat fotoelektrisk keratit eller svetsblänk) uppkommer om ett oskyddat öga utsätts för stora mängder UV-strålning, varvid små sår uppstår på hornhinnan. Snöblindhet kan förutom i starkt solsken inträffa i solarier eller vid svetsning om ögonskydd ej används. Benämningen kommer sig av att snö (men även sand) reflekterar solljuset och ökar exponeringen för ultraviolett strålning (UV-ljus). Det bästa sättet att förebygga snöblindhet är att använda solglasögon.
Vid snöblindhet infinner sig en stark smärta i ögonen, det börjar ofta att rinna tårar och starkt ljus blir outhärdligt. Tidiga symptom på snöblindhet kan vara skav eller en känsla av att man har skräp i ögat. Såren på hornhinnan är ytliga, och läker oftast av sig själv på ungefär ett dygn. Att vila ögonen och röra dem så lite som möjligt hjälper läkningen. Smärtstillande tabletter har ganska dålig effekt, däremot kan mjukgörande salva hjälpa mot skavkänslan, man kan även lägga en fuktig handduk över ögonen för att lindra smärtan. Om besvären inte gått över efter två dygn bör man söka läkare, eftersom det då finns risk för infektion. 
Ett annat symptom av snöblindhet är blindhet och svårigheter att se, och oftast kommer detta i samband med att det gör ont att öppna ögonen.